# Aristofolia lapila
Aristofolia lapila är en tvåvingeart som beskrevs av Ayala Landa 1978. Aristofolia lapila ingår i släktet Aristofolia och familjen rovflugor.
Artens utbredningsområde är Venezuela. Inga underarter finns listade i Catalogue of Life.